# Wspólnota administracyjna Beilrode
Wspólnota administracyjna Beilrode (niem. Verwaltungsgemeinschaft Beilrode) – wspólnota administracyjna w Niemczech, w kraju związkowym Saksonia, w okręgu administracyjnym Lipsk, w powiecie Nordsachsen. Siedziba wspólnoty znajduje się w miejscowości Beilrode.
Wspólnota administracyjna zrzesza dwie gminy wiejskie: 
- Arzberg
- Beilrode